# Club Cerro Porteño (futsal)
La división de futsal FIFA del Club Cerro Porteño representa al club en dicha disciplina. Compite actualmente en la Liga Premium de Futsal, máximo torneo profesional de clubes de futsal del Paraguay, donde ha sido campeón en todas las ediciones de la misma, alcanzando nueve títulos absolutos de liga hasta el 2024. De aquí el apodo "Los Dueños del Futsal".
Así también, se consagró campeón de la primera edición de la Copa Paraguay de Futsal FIFA en el 2018.
En el 2016, Cerro Porteño se coronó campeón de la Copa Libertadores de Futsal, convirtiéndose en el primer equipo paraguayo y el primer equipo no brasilero en adjudicarse este certamen. También fue finalista de este certamen en las ediciones 2017 y 2019.
En la rama femenina el Club Cerro Porteño es bicampeón del Campeonato Femenino de Futsal, se corono en las ediciones 2018 y 2019.

## Palmarés

### Masculino

#### Competiciones nacionales
- Liga Premium de Futsal:
  - Campeón (9): 2015, 2016, 2017, 2018, 2019, 2021, 2022, 2023 y 2024
- Copa Paraguay de Futsal:
  - Campeón (1): 2018

#### Competiciones internacionales
- Copa Libertadores de Futsal:
  - Campeón (1): 2016
  - Subcampeón (2): 2017, 2019

### Femenino

#### Competiciones nacionales
- Campeonato Femenino de Futsal:
  - Campeón (2): 2018 y 2019

## Plantilla actual (2024)
| N.º | Nac.                 | Pos. | Nombre            |  |
| --- | -------------------- | ---- | ----------------- |  |
| 1   | Bandera de Paraguay  | POR  | Tobías Velázquez  |  |
| 2   | Bandera de Paraguay  | ALA  | Enmanuel Ayala    |  |
| 3   | Bandera de Paraguay  |      | Enrique Areco     |  |
| 4   | Bandera de Paraguay  | PIV  | Gabriel Ayala     |  |
| 5   | Bandera de Argentina | POS  | Renzo Grasso      |  |
| 6   | Bandera de Paraguay  | ALA  | Alejandro Giménez |  |
| 7   | Bandera de Paraguay  | ALA  | Pedro Pascottini  |  |
| 10  | Bandera de Paraguay  | ALA  | Emerson Salas     |  |
| 11  | Bandera de Paraguay  | UNI  | Geovanni Espinoza |  |
| 12  | Bandera de Paraguay  | POR  | Giovanni González |  |
| 14  | Bandera de Paraguay  |      | Pablo Alcaraz     |  |
| 15  | Bandera de Paraguay  | ALA  | Jorge Espinoza    |  |
| 16  | Bandera de Paraguay  | PIV  | Junior Arana      |  |
| 17  | Bandera de Paraguay  | ALA  | Diego Poggi       |  |
| 19  | Bandera de Paraguay  |      | Elías Zalema      |  |
| 20  | Bandera de Paraguay  | PIV  | Vander Salas      |  |

Entrenador:  René Villalba